# 유특한
유특한(柳特韓, 1919년 9월 19일 ~ 1999년 12월 6일)은 주식회사 유유제약을 설립한 대한민국의 기업가이다. 유한양행을 설립한 유일한 박사의 동생이다.

## 경력

### 유년과 대학교 시절
유특한은 1919년 9월 19일, 북간도 용정에서 유기연과 김기복의 9남매 중 막내로 출생하였다. 1941년, 일본 와세다 대학 법학부를 나왔고 이후 대한민국으로 귀국하였다.

### 사업가 시절
유유제약의 전신은 1941년 창업한 유한무역주식회사이다. 자본금 15만원에 수출입업으로 등록된 이 회사가 바로 유유제약을 잉태한 모체가 되었다. 그는 이미 일본에서 국제 동향을 살피고 귀국했었기 때문에 국내에서는 물론 일본에서도 물품구입이 계속 어려워질 것을 예감했다.
그래서 그는 약품 및 원자재 구매가 가능한 구미지역과의 교역을 보다 활성화하기 위해 수출입업부터 착수하였다. 이때부터 유한양행의 수출입 업무도 담당하게 되었다. 당시 대한민국 내의 약업계는 원/부자재를 구할 길이 없어 거의 생산활동을 중단하고 깊은 늪에 빠져 있던 상황이었다. 유한양행만은 생산활동을 멈추지 않았는데, 유한무역주식회사가 막대한 양에 이르는 원료를 조달하여 비축할 수 있었기 때문이었다.
1950년, 한국전쟁이 발발하면서 유한무역주식회사와 유한양행도 서울 본사와 소사공장을 고스란히 놓아둔 채 부산으로 피난을 떠났다. 1952년, 유특한은 주식회사 유한양행의 제6대 대표이사 사장에 선임되었다. 범일동에 소규모 공장을 설립하여 의약품의 생산활동에 주력하였다. 그 후 국방부 등 관계요로를 찾아 다니며 군납의 길을 열어 회사를 다시 재기시키는데 노력하였다. 이 무렵 전국의 제약인들이 거의 빈손으로 피난해 온 처지인데다가, 군수약품과 구호약품 및 비공식적으로 수입해온 외제 약품까지 범람해 제약은 발도 붙일 수 없는 상황이었다. 이처럼 제약 불모지와 같은 극한 상황이 전개되자 1952년 11월 한국제약협회의 전신인 대한약품공업협회 제4대 회장으로 유특한을 선출하였다.
1953년 6월, 유특한은 독자적인 제약 사업을 전개하기 위해 유한양행과 결별하고 상호를 ‘유한무역주식회사’에서 ‘유한산업주식회사’ 로 변경하고 본격적인 제약경영에 들어섰다. ‘창의개발(創意開發)을 사시(社是)로 정하고 국내 최초의 당의정 ‘유비타’를 개발 하였다. 대한민국 정부는 당의기술의 국내정착이 가능해지자, 1956년 외제 완제 비타민제에 대해 전면 수입금지 조치를 단행했다. 두 번째로 결핵약을 생산해내고자 하였는데, 전란으로 대다수 국민들이 영양실조에 걸려 결핵을 앓는 환자가 많은 상황이었다. 그는 1955년 결핵약 ‘유파스짓’을 탄생시켰고 대한민국 내에서는 전혀 없었던 장용정 기술을 선보였다.
그리고 영양부족으로 병약해진 이들에게 좀 더 편리하게 영양소를 공급해 줄 방법을 찾던 중, 한 알만 먹으면 하루에 필요한 영양소를 충족시킬 수 있는 종합영양제를 만들어내고자 하였다. 이에 따라 개발된 것이 1957년 6월 당의정 ‘비타엠’을 탄생시킨 것이었다. 비타엠의 탄생과 때를 맞춰 유특한은 1957년 10월, 회사 상호를 ‘유유산업주식회사’로 개명했다. 이는 유한양행에서 유유라는 상호를 최초로 사용했으며 유한양행으로부터의 완전한 분사를 의미하기도 했다. 또한, 비타엠정이 1957년 발매됐고 시리즈제품인 비타엠분말 1962년 발매됐으며 비타엠은 한국 비타민의 대표품목이 되었다. 1962년 비타엠 분말을 발매하면서 비타엠은 1억 원 가까운 매상을 기록했는데 이는 한국 비타민 생산액의 40% 가까운 실적이었다.
1959년 5월, 안양시 석수동에 안양공장을 준공했다. 안양공장은 김중업씨의 설계로 준공됐다. 1963년에는 제약 원료의 국산화에 앞장선 유유는 안양 공장에서 대한민국 최초로 파스 원료를 생산했다. 1965년 9월, 대한민국 최초로 연질캅셀제인 종합비타민 비나폴로를 개발했다.
합작투자는 유유산업이 1969년 7월 19일 미국 업죤과 50대 50의 지분으로 합작관계를 맺었다. 회사명은 한국업죤으로 명명했으며 유특한 회장이 공동대표를 맡았다. 유유산업 투자금액은 145,000불이었으며 테포푸로베라외 11개 의약품을 공동생산해 국내에 우수 의약품을 공급했다. 유유는 1974년 3월에 수출입업을 등록했다. 유특한 회장은 활발한 수출을 추진했고 1975년 11월 수출의 날을 맞아 보건사회부장관상 표창을 수여 받았다.
노사 화합 경영은 1975년 5월 노동조합 설립을 계기로 시작됐다. 유유 노사는 설립이래 2005년까지 무 분규 노사화합경영을 이어갔다. 11월에는 기업공개를 하기 이른다. 유유제약이 22번째로 오래된 역사를 갖고 있다. 1975년 비나폴로A는 70년대 10억이상을 판매하는 거대품목으로 매년 성장세를 이어갔다. 70년대 10억원 이상 거대품목은 1976년 17개,77년에는 25개 품목이었는데 비나폴로는 10억 판매 의약품군에 들었다. 1981년, 유특한은 경영에서 은퇴하며 후임 사장에 고광수(高光洙) 당시 전무를 사장으로 임명하였다.

### 재산의 사회환원
유유문화재단은 주식회사 유유산업(현 유유제약)의 창업자인 유특한 회장이 1973년 사재를 출연하여 설립하였으며, 매년 장학생을 선발하여 학비를 지원하고 있다. 설립 아래 지금까지 1,087명의 학생에게 약 7억 7천만원의 장학금을 지원하였다.